# 미드 밸리 메가몰

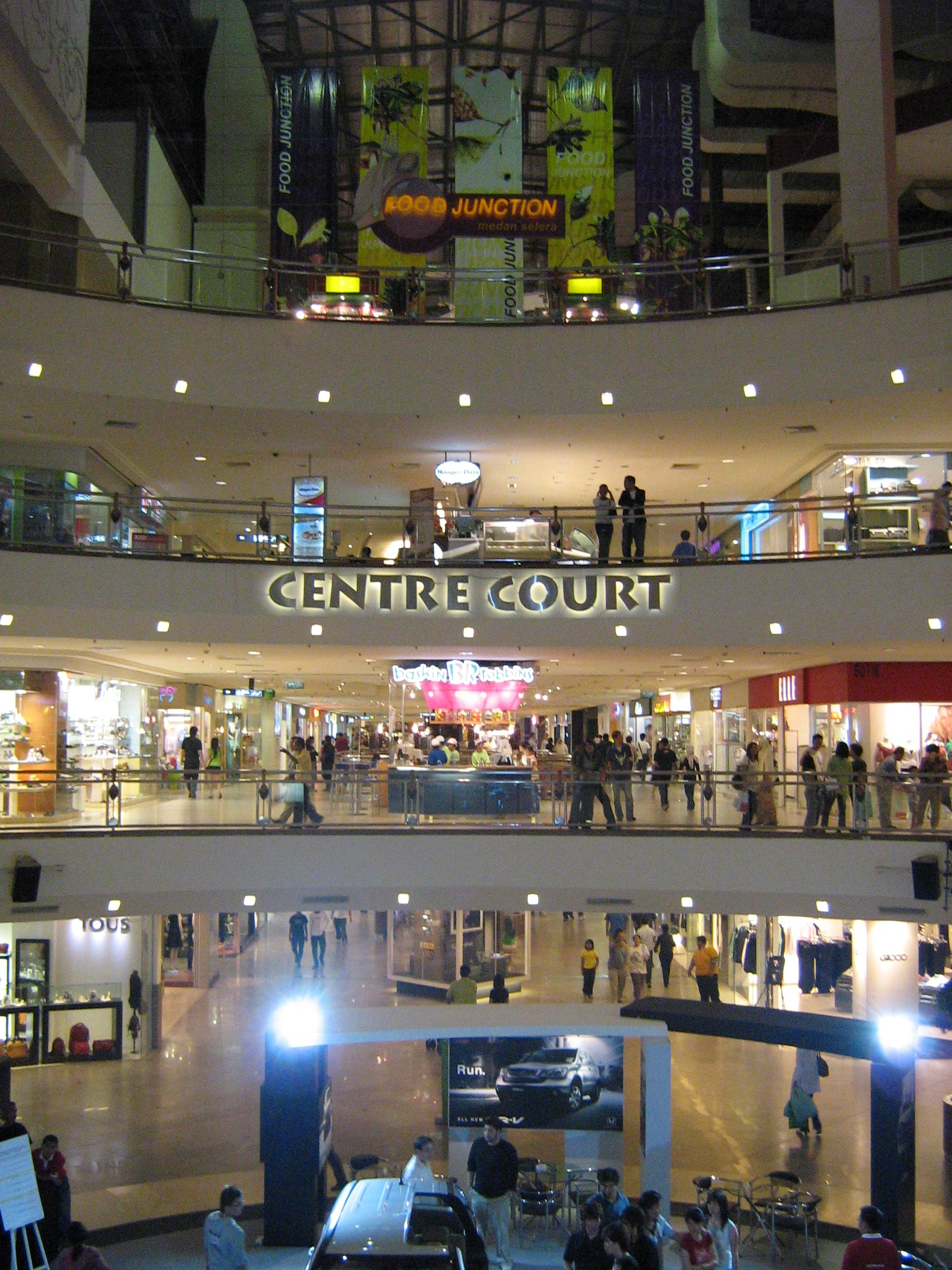
미드 밸리 메가몰

미드 밸리 메가몰(Mid Valley Megamall)은 말레이시아 쿠알라룸푸르의 연방 고속도로 상에 있는 쇼핑 센터이다.